# العلاقات الساموية القرغيزستانية
العلاقات الساموية القيرغيزستانية هي العلاقات الثنائية التي تجمع بين ساموا وقيرغيزستان.

## مقارنة بين البلدين
هذه مقارنة عامة ومرجعية للدولتين:
| وجه المقارنة                                              | ساموا                        | قيرغيزستان                      |
| --------------------------------------------------------- | ---------------------------- | ------------------------------- |
| المساحة (كم2)                                             | 2.84 ألف                     | 199.95 ألف                      |
| عدد السكان (نسمة)                                         | 196.44 ألف                   | 6.20 مليون                      |
| الكثافة السكانية (ن./كم²)                                 | 69.17                        | 31.01                           |
| العاصمة                                                   | أبيا                         | بيشكك                           |
| اللغة الرسمية                                             | لغة إنجليزية، اللغة الساموية | اللغة الروسية، اللغة القيرغيزية |
| العملة                                                    | تالا ساموي                   | سوم قيرغيزستاني                 |
| الناتج المحلي الإجمالي (بليون دولار)                      | 856.63 مليون                 | 7.56 مليار                      |
| الناتج المحلي الإجمالي (تعادل القوة الشرائية) بليون دولار | 1.15 مليار                   | 20.45 مليار                     |
| الناتج المحلي الإجمالي الاسمي للفرد دولار أمريكي          | 3.94 ألف                     | 1.10 ألف                        |
| الناتج المحلي الإجمالي للفرد دولار أمريكي                 | 5.79 ألف                     |                                 |
| مؤشر التنمية البشرية                                      | 0.702                        | 0.655                           |
| رمز المكالمات الدولي                                      | +685                         | +996                            |
| رمز الإنترنت                                              | .ws                          | .kg                             |
| المنطقة الزمنية                                           | ت ع م+13:00                  | ت ع م+06:00                     |

## منظمات دولية مشتركة
يشترك البلدان في عضوية مجموعة من المنظمات الدولية، منها:
| علم المنظمة | اسم المنظمة                                                | تاريخ انضمام ساموا | تاريخ انضمام قيرغيزستان |
| ----------- | ---------------------------------------------------------- | ------------------ | ----------------------- |
|             | بنك التنمية الآسيوي                                        | 1966               | 1994                    |
|             | مؤسسة التنمية الدولية                                      | 28 يونيو 1974      | 24 سبتمبر 1992          |
|             | يونسكو                                                     | 3 أبريل 1981       | 2 يونيو 1992            |
|             | وكالة ضمان الاستثمار متعدد الأطراف                         | 27 سبتمبر 2002     | 21 سبتمبر 1993          |
|             | الأمم المتحدة                                              | 15 ديسمبر 1976     | 2 مارس 1992             |
|             | العملية المشتركة للاتحاد الأفريقي والأمم المتحدة في دارفور | ?                  | ?                       |
|             | الاتحاد البريدي العالمي                                    | ?                  | ?                       |
|             | البنك الدولي للإنشاء والتعمير                              | 28 يونيو 1974      | 18 سبتمبر 1992          |
|             | الاتحاد الدولي للاتصالات                                   | 7 أكتوبر 1988      | 20 يناير 1994           |
|             | منظمة حظر الأسلحة الكيميائية                               | ?                  | ?                       |
|             | مؤسسة التمويل الدولية                                      | 28 يونيو 1974      | 11 فبراير 1993          |
|             | منظمة التجارة العالمية                                     | ?                  | ?                       |
|             | منظمة الشرطة الجنائية الدولية                              | ?                  | ?                       |

## وصلات خارجية
- موقع وزارة الخارجية القيرغيزستانية